# Pietro Catanii
Pietro Catanii, auch Pietro Cattani, Pietro di Cattanio oder latinisiert Petrus Catani (* vor 1180 in Assisi; † 10. März 1221 in Assisi), war ein früher Gefährte des Heiligen Franz von Assisi. Er erlebte die frühe Ausbreitung des Ordens der Minderbrüder mit und gehörte zu den engsten Vertrauten des Heiligen. Er übernahm von Franziskus später die Ordensleitung, starb aber noch zu dessen Lebzeiten.

## Herkunft
Pietro Catanii war ein Mann aus der vornehmen, vielleicht auch adligen Familie der Catanii in Assisi. Er war gebildet und von Beruf Jurist. Sein Geburtsdatum ist nicht überliefert, er war aber vermutlich etwa so alt wie Franziskus (* 1181 oder 1182) oder ein wenig älter.
Vermutlich war Pietro Catanii auch Priester, wobei die Quellenlage hier nicht eindeutig ist. Ältere Lebensbeschreibungen erwähnen es nicht, jedoch wird in jüngeren Quellen wie dem Speculum perfectionis (geschrieben um 1318) berichtet, dass er Kanoniker oder Mitglied des Domkapitels von San Rufino in Assisi gewesen sei.

## Anschluss an Franziskus

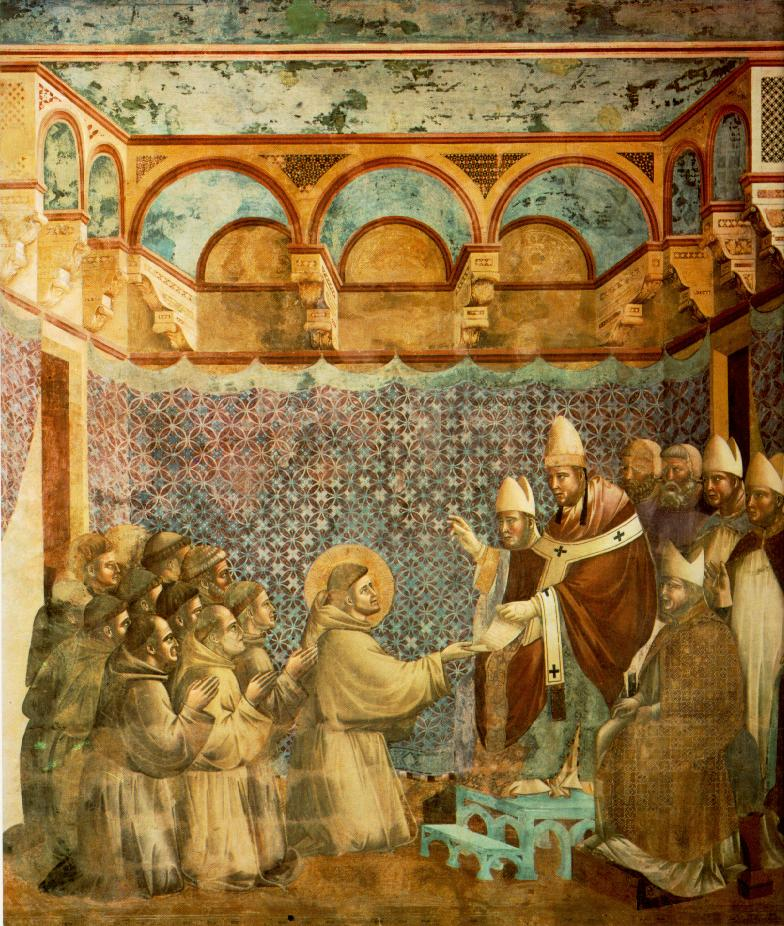
Die ersten zwölf Brüder erbitten 1209 vom Papst die Bestätigung ihrer Ordensregel (Fresko von Giotto in der Unterkirche der Basilika San Francesco, Assisi).

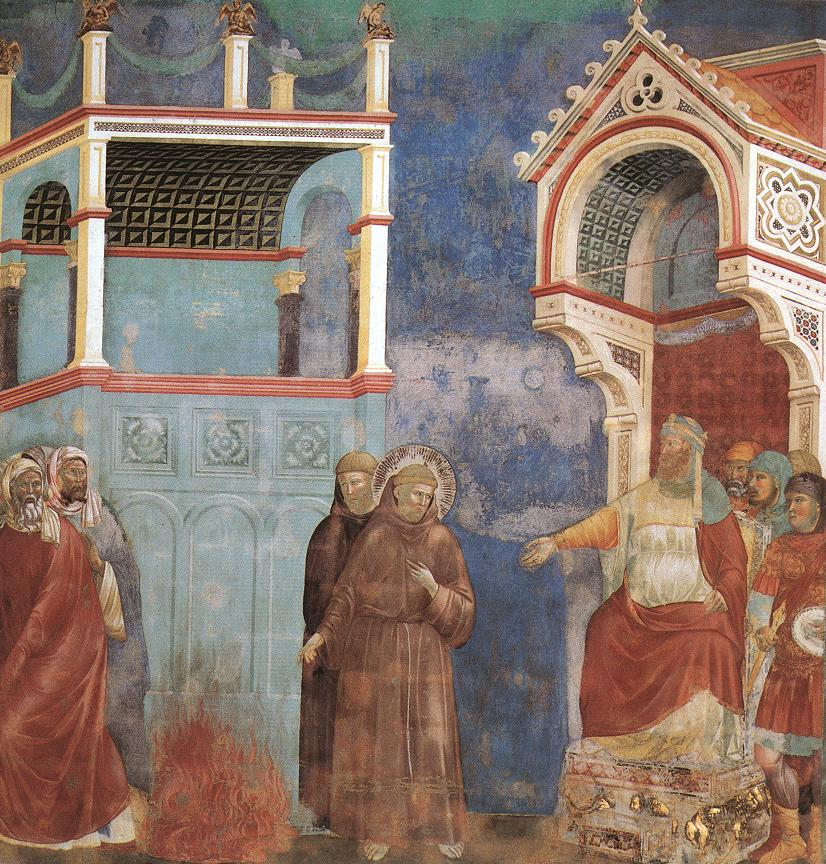
Franziskus und ein Mitbruder – wahrscheinlich Pietro – vor dem Sultan (Fresko von Giotto in der Unterkirche der Basilika San Francesco, Assisi).

Nach Aussage der Biographen kam Pietro Catanii gemeinsam mit Bernhard von Quintavalle am 16. April 1208 zu Franziskus. Beide verschenkten ihren gesamten Besitz an die Armen und ahmten Franziskus nach, der wiederum das Leben der Apostel nachahmte. Nach der Überlieferung der Dreigefährtenlegende galten den drei Brüdern als Ordensregel die drei Sätze, die sie aus den Evangelien durch das Los ermittelt hatten: 
- „Wenn du vollkommen sein willst, geh, verkauf deinen Besitz und gib das Geld den Armen; so wirst du einen bleibenden Schatz im Himmel haben; dann komm und folge mir nach.“ (Mt 19,21)
- „Nehmt nichts mit auf den Weg, keinen Wanderstab und keine Vorratstasche, kein Brot, kein Geld und kein zweites Hemd.“ (Lk 9,3)
- „Wer mein Jünger sein will, der verleugne sich selbst, nehme täglich sein Kreuz auf sich und folge mir nach.“ (Lk 9,23)

Eine Woche später schloss sich den drei Brüdern auch Ägidius an, ein Bauer aus Assisi.
In der folgenden Zeit zogen die Brüder zu zweit als Bußprediger durch Italien, Pietro mit Bernhard, Franziskus mit Ägidius. Ihren Unterhalt erbettelten sie. Sie predigten Buße und Umkehr. In der folgenden Zeit schlossen sich weitere Männer an.
Bruder Pietro war auch bei den ersten zwölf Brüdern, die 1209 nach Rom gingen, um sich ihre Urregel vom Papst Innozenz III. bestätigen zu lassen.
Pietro Catanii wurde von Franziskus 1219/20 in den Orient mitgenommen und war beim Kreuzzug von Damiette und bei der Predigt vor dem Sultan dabei. In anderen Quellen wird jedoch Bruder Illuminatus von Arce als Begleiter genannt.
Franziskus und Pietro Catanii gingen auf eine ritterlich höfliche Weise miteinander um und redeten sich gegenseitig mit „Herr“ an. Dies zeigt den gegenseitigen Respekt, der sie verband.

## Leiter des neugegründeten Ordens
Franziskus trat vermutlich auf dem Ordenskapitel vom 29. September 1220 von der Ordensleitung zurück und setzte Pietro als „Generalminister“ (die Titel der Ämter waren damals noch nicht festgelegt) ein. Rosalind B. Brooke vertritt dagegen die Meinung, er sei schon viel früher, beim Pfingstkapitel vom 14. Mai 1217, als Vikar (also als Stellvertreter) eingesetzt worden. Vieles spricht dafür, zum Beispiel die vielen undatierten Episoden in den Legenden, in denen von ihm als Vikar die Rede ist, die in der kurzen Zeit von 1220 bis zu seinem Tod aber kaum Platz gehabt hätten.
Celano gibt an, dass Franziskus die Ordensleitung wenige Jahre nach seiner Bekehrung an Bruder Pietro abgegeben habe und ihm feierlich Gehorsam gelobte, ihn also als Generalminister ansah und nicht als Vikar. Trotzdem leitete Franziskus weiterhin den Orden in wichtigen Punkten nach seiner eigenen Ansicht und nahm auch Petrus Catanii hier in den Gehorsam. Es ist auch möglich, dass Pietro in seiner Bescheidenheit zwar die Leitung des Ordens akzeptierte, aber von Franziskus selbst keinen Gehorsam verlangte. In der offiziellen Zählung wird Pietro Catanii nicht als Generalminister gezählt, die Zählung beginnt erst nach dem Tod von Franziskus.

## Tod
Pietro Catanii starb am 10. März 1221 und wurde bei der Portiunkula-Kirche begraben. Sein Grabstein ist in die südliche Außenwand der Kirche eingemauert. Die Inschrift ist heute noch lesbar. Der Legende nach geschahen nach dem Tod des Bruders Pietro Wunder; es seien auch Pilger nach Portiunkula gekommen, bis Franziskus den Toten wegen der Unruhe, die das mit sich brachte, um ein Aufhören der Wundertaten gebetet habe. Offenbar wurden diese Wunder jedoch nie bestätigt; jedenfalls wurde Pietro nie heiliggesprochen, was bei bestätigten Wundern wahrscheinlich gewesen wäre.